# Revisionismo histórico
Revisionismo Histórico é o estudo e a reinterpretação da História com base na ambiguidade dos fatos históricos e na imparcialidade com que esses fatos podem ter sido descritos. Segundo o criador do positivismo, Auguste Comte, "a História é uma disciplina fundamentalmente ambígua" e, portanto, passível de várias interpretações. 
Embora seja de interesse acadêmico, devido ao uso de ferramentas além da censura essas pesquisas muitas vezes são limitadas nas universidades onde se originam, devido a frequentemente envolverem interesses políticos de pessoas que nem sempre estão dispostas a testemunhar contra si próprias. Desse modo, criou-se uma doutrina em torno do assunto que torna impraticável o bom uso desta disciplina. Apenas alguns poucos países como a França, consideram o revisionismo histórico um estudo importante, uma vez que entendem que os alicerces da História não podem se apoiar em fundamentos, às vezes sem nexo, preenchidos com fatos mitológicos e com a imaginação daqueles que descrevem a História.
Devido a isso, o uso do revisionismo histórico dentro das universidades ficou restrito apenas à reinterpretação de trechos históricos previamente censurados, assim como à revisão no caso do surgimento de dados e análises mais precisas, viabilizando o cruzamento com dados já conhecidos mas ainda não considerados. 
Em pesquisas independentes, no entanto, o campo do revisionismo histórico é mais amplo e não existem restrições e barreiras políticas. Porém, quando os resultados dessas investigações independentes vêm ao conhecimento público, sofrem as mais diversas críticas dos historiadores, sendo algumas vezes considerados crime de espionagem ou prática pseudocientífica e, portanto, ilegais, mesmo que a investigação seja fruto de contra-espionagem retirada de fatos constantes em arquivos censurados em época anteriores. Isso é muito comum em investigações de fatos que ocorreram durante ditaduras militares em países como o Brasil e a Argentina, que ainda nos dias atuais mantêm fechado o acesso a esses arquivos para que se evitem mais conflitos.   
Desse modo, com ou sem a utilização do método histórico e da revisão por pares, o revisionismo em muitas nações é considerado uma prática ilegal e pseudocientífica. 
Em alguns casos é utilizada a expressão negacionismo histórico para se referir ao revisionismo histórico, sobretudo quando este é utilizado para indicar a rejeição de evidências maciças e a geração de controvérsia a partir de tentativas de negar que um consenso exista. Essa expressão também pode ser utilizada de forma pejorativa, como uma forma de diminuir a seriedade do estudo ou como um instrumento de censura, por exemplo, nos casos em que a correção histórica pode ser usada para fins políticos e, finalmente, quando os verdadeiros prejudicados pelo regime têm seus nomes divulgados sem saber do que e porquê são acusados.